# Григор II
Григор II (год. рожд. неизв. — после 1331) — армянский князь Хачена примерно с 1287 года.
Владения охватывали Верхний Хачен. Был женат на Аспа — дочери Тарсаича Орбеляна и Минахатуна дочери Гасан-Джалала. В источниках Григор II назван «князем армянским» и «господином Малого Сюника — Хандаберда, Акана и высоких гор Гегама, от Содка до Шохага…». После правления Григор II власть Верхнего Хачена ослабляется и последние входят под сюзеренитет князей Нижнего Хачена.